# Aeroporto Regional de Cajazeiras
O Aeroporto Regional de Cajazeiras - Pedro Vieira Moreira (IATA: CJZ, ICAO: SJZA) é um aeroporto localizado na cidade de Cajazeiras, no estado da Paraíba. Situado a 406 quilômetros da capital João Pessoa.
Com a liberação para pousos e decolagens, o aeroporto possibilita o crescimento do polo educacional da região, além de servir para escoar a produção cultural local, desenvolver o turismo e encurtar distâncias.

## Novo terminal
Após a inauguração do novo terminal de passageiros em 20 de agosto de 2011, o governo se mostrou comprometido para que os documentos de autorização de funcionamento sejam liberados o mais breve possível, já havendo um pedido para que a ANAC e o Comando da Aeronáutica reconheçam e liberem o aeroporto para este poder assim passar a receber voos regionais. Anteriormente à conclusão da obra, quem pretendia viajar de avião para a Sudeste, Sul, Centro-Oeste, Norte ou mesmo para capitais nordestinas, como Recife, João Pessoa, Natal e Fortaleza, por exemplo, só teria como escolha o meio rodoviário.
A pista de pousos e decolagens do aeroporto mede 1 600 m de comprimento por 30 m de largura, com 10 m de cada lado para área de escape, mas segundo a empresa Azul, não tem resistência de pavimentação para suportar o ATR 72, que conduz 68 passageiros, e também o jornalista Ruy Dantas, da cidade de Sousa, relatou que a pista comporta apenas aviões com 30 passageiros. Após serem totalmente concluídas as obras, o aeroporto veio a beneficiar não só a cidade de Cajazeiras em si, mas também todas as cidades circunvizinhas.
O estado planejou investir na obra de recuperação R$ 3 323 014,85. Desse total, cerca de R$ 2 milhões seriam captados por meio de licitação.
Em visita à cidade durante o seu aniversário em 2012, o governador Ricardo Coutinho anunciou verbas para a realização das obras de balizamento noturno.

## Homologação
No dia 17 de novembro de 2016, o aeroporto foi homologado pela ANAC para receber voos comerciais e foi enviado oficio para inclusão do aeroporto de Cajazeiras nas Cartas Internacionais de Voo, que compartilham a existência do novo aeroporto para os profissionais da aviação de todo o mundo.

## Requalificação do Aeroporto de Cajazeiras. Resistência da Pista de PCN 26
No dia 24 de julho de 2018, o índice de resistência da pista (PCN) de pouso do aeroporto foi reclassificado pela ANAC – Agência Nacional de Aviação Civil, possibilitando pouso e decolagem de aeronaves de médio e até grande porte.
A reclassificação da resistência da pista ocorreu após estudos técnicos daquele equipamento aeroviário.
Antes, existia polêmica quanto a capacidade técnica da pista que não atendia os padrões exigidos para pouco de aviões e jatos de médio porte, já que o PCN (Pavement Classification Number) passou de 06 para 26, o que coloca a pista em resistência compatível com aeroportos como o de Campina Grande e Juazeiro do Norte.
Com a reclassificação, o Aeroporto Pedro Moreira Vieira passa a ter as seguintes especificações técnicas: 1600M x 30M PISO ASPH RESISTÊNCIA 26/F/B/X/T OPS VFR DIURNA/NOTURNA INSTL.
Além da reclassificação, o aeroporto conta com capacidade de pouso e decolagem diurna e noturna, por contar com balizamento noturno moderno.

## Primeiro voo comercial ao aeroporto
No dia 29 de Março de 2023, o governador João Azevêdo anuncia que Cajazeiras é o mais novo destino da Azul Conecta definido em uma recém terminada reunião com o conselho de diretoria da Azul.
Cajazeiras então, ganha 3 voos semanais com destino à Recife utilizando de aeronaves monomotor Cessna Grand Caravan com capacidade para até 9 passageiros + 2 tripulantes (piloto e co-piloto), e teve início em 1 de Agosto de 2023 após adiamento da data anterior onde estava previsto para 17 de Julho de 2023.